# 虹色のウサギ
『虹色のウサギ』（にじいろのウサギ）は、山口育孝による日本の漫画作品。『週刊コミックバンチ』（新潮社）にて2003年38号から2004年23号まで連載されていた。単行本は全3巻。

## 登場人物
酒見安吾
童話作家。死んで飼い主の守護霊となったペットと話す事が出来る。守護霊に導かれて亜矢と出会う。
伊能亜矢
絵本屋の主任。バツイチで娘が1人いる。怒ると九州弁になる。酒乱。
伊能マイ
亜矢の娘。鳩のサトちゃんが懐いている。MCLSで入院する。
立花
安吾を担当する白樺出版の編集。安吾に気がある。

## 書誌情報
- 山口育孝『虹色のウサギ』新潮社〈ジャンプコミックス〉、全3巻

1. 2004年2月[1]、ISBN 978-4-10-771134-2
2. 2004年5月[2]、ISBN 978-4-10-771146-5
3. 2004年6月[3]、ISBN 978-4-10-771153-3